# ديف برازيل
ديف برازيل (بالإنجليزية: Dave Brazil)‏ هو مدرب رياضي أمريكي، ولد في 25 مارس 1936، وتوفي في 10 مارس 2017.